# Hedychium bordelonianum
Hedychium bordelonianum är en enhjärtbladig växtart som beskrevs av Walter John Emil Kress och K.J.Williams. Hedychium bordelonianum ingår i släktet Hedychium och familjen Zingiberaceae. Inga underarter finns listade i Catalogue of Life.